# Ellen Hollond
Ellen Julia Hollond, de soltera Teed (Madrás, 1822–Stanmore, Middlesex, 29 de noviembre de 1884) fue una escritora y filántropa británica.

## Biografía
El apellido de soltera de su madre era Jordan y su padre era Thomas Teed. Nació en la India, pero ya de niña fue a vivir a Inglaterra. En 1840, se casó con el aeronauta y político whig  Robert Hollond.
Conoció a muchos intelectuales en París como Odilon Barrot, Montalembert, Charles de Rémusat, François Mignet, Henri Martin, Laboulaye, Joseph d'Haussonville, Pierre Lanfrey o Lucien-Anatole Prévost-Paradol.
Fundó una guardería en Londres y una enfermería en París con sede también en Niza.  
En 1846, su cabeza sirvió de modelo para Santa Mónica con San Agustín de Ary Scheffer, quien en 1852 realizó un retrato de ella que está en la National Gallery. 

## Obras
- (anon.) Channing, sa vie et ses œuvres, 1857.
- (anon.) La vie de village en Angleterre, 1862.
- A Lady's Journal of Her Travels in Egypt and Nubia (1858-9), 1864.
- Les Quakers, études sur les premiers Amis et leur société, 1870.